# بت مایتلند
بت مایتلند (انگلیسی: Beth Maitland؛ زادهٔ ۱۲ مهٔ ۱۹۵۸) یک هنرپیشه اهل ایالات متحده آمریکا است. از فیلم‌های او می‌توان به قطعه موسیقی آقای هولاند و جسور و زیبا اشاره کرد.